# Charles Koechlin
Pour les autres membres de la famille, voir famille Koechlin.
Œuvres principales
- Le Livre de la jungle d'après Kipling (1899-1940)
- Symphonie d'hymnes (1911-35)
- Les Heures persanes (1913-1919)
- Quintette pour piano et cordes (1917-1921)
- Le Buisson ardent (1938-1945)
- Le Docteur Fabricius (1941-1944)
- L'Offrande musicale sur le nom de Bach (1942)
- Les Chants de Nectaire (1944)

Catalogue complet
Charles Koechlin, né le 27 novembre 1867 dans le 16e arrondissement de Paris et mort le 31 décembre 1950 au Rayol-Canadel-sur-Mer (Var), est un compositeur français.

## Biographie

### Famille et formation
Charles Koechlin (prononcer [keˈklɛ̃], « Kéclin ») appartient à une vieille famille alsacienne : son grand-père, Jean Dollfus, avait fondé une filature à Mulhouse et son père était dessinateur pour l'industrie textile. Le philosophe Charles Dollfus était son oncle maternel. Son frère aîné est le peintre Daniel Koechlin.
À l'institution de la rue Monge où il fait ses études secondaires, il est déjà passionné par la musique. Reçu à l'École polytechnique en 1887, il se charge de faire des « arrangements » du petit orchestre d'élèves et instrumente la première ballade de Frédéric Chopin. Une tuberculose contractée pendant la seconde année l'oblige à interrompre ses études, affectant son rang de sortie. Ne pouvant plus entreprendre la carrière d'officier de marine ou d'astronome à laquelle il aspire, il démissionne et entre au conservatoire de Paris où il a Antoine Taudou comme professeur d'harmonie, et Jules Massenet et André Gedalge comme professeurs d'harmonie et de composition. À la mort de César Franck, il devient l'élève de Gabriel Fauré.
Doué d'une belle voix de baryton, il chante dans des chœurs et c'est par des œuvres vocales qu'il commence sa carrière de compositeur, sur des poèmes de Théodore de Banville et de Leconte de Lisle. Il écrit En mer, la nuit d'après Heinrich Heine que les Concerts Colonne donnent en 1904, la suite symphonique L'Automne, ainsi que des mélodies sur des poèmes de Paul Verlaine et d'Albert Samain.
Il épouse Suzanne Pierrard (1881-1965) le 24 avril 1903 à Beaulieu-sur-Mer (Alpes Maritimes) et ils sont venus habiter rue de l'Yvette à Paris 16e. De leur union naissent cinq enfants, Jean-Michel (1904-1990), Hélène (1906-1998), Madeleine (1911-1997), Antoinette dite Nina (1916-1983) et Yves (1922-2011). Jean-Michel est officier de marine, Hélène artiste peintre. Madeleine, institutrice, établit le catalogue des œuvres de son père ; elle épouse le linguiste coréen Li Long Tsi,, l'un des précurseurs des études coréennes en France. Nina est médecin, elle épouse le Dr. Jean Lerique (1913-1985) et le dernier, Yves, est physicien, marié à Noémie Langevin, devenue Noémie Koechlin, la petite-fille du physicien Paul Langevin, ainsi que du dessinateur Jules Grandjouan.

### Composition
Confronté  rapidement à des difficultés pécuniaires, il se consacre à l'écriture d'ouvrages d'enseignement et donne d'assez nombreuses leçons (« Le meilleur élève de Koechlin, c'est lui-même »), sans négliger la composition : Étude sur les notes de passage (1922), Précis des règles du contrepoint (1927), Traité d'harmonie (1928, trois volumes), Étude sur l'écriture de la fugue d'école (1933), Étude sur les instruments à vent (1948).
Son monumental Traité de l'orchestration en quatre volumes (1941) aborde, entre autres, le mélange des couleurs et des nuances, ce qui lui vaut le qualificatif d'« alchimiste des sons » de la part de Heinz Holliger, compositeur et chef-invité de l'Orchestre symphonique de la radio de Stuttgart. Ce Traité reste, au XXIe siècle, un ouvrage de référence en France et à l'étranger.
Sa maîtrise de l'écriture pour orchestre est très vite reconnue par son maître Gabriel Fauré, qui lui confie l'orchestration de sa musique de scène de Pelléas et Mélisande, d'après Maurice Maeterlinck, créée à Londres le 20 juin 1898, ainsi que par Claude Debussy dont l'éditeur Jacques Durand lui demande d'achever son ballet Khamma, créé en 1924. Elle se reflète également dans les nombreux cycles de mélodies avec orchestre, qu'il compose entre 1890 et 1902, dont Poèmes d'automne (op. 13 bis) et Trois Mélodies (op. 17 bis).
Avec Maurice Ravel et Florent Schmitt, il fonde en 1909 la Société musicale indépendante, dans le but de promouvoir la musique contemporaine.
Entre 1910 et 1920, il entreprend des recherches architectoniques qu'il matérialise dans une quinzaine d'œuvres de musique de chambre (sonates pour différents instruments, quatuors et quintettes), ainsi que dans quelques compositions orchestrales : La Forêt païenne (1908), Trois Chorals pour orgue et orchestre et Cinq Chorals pour orchestre (1912-1920).
Il compose trois recueils de Rondels de Théodore de Banville, trois autres de mélodies sur des poèmes divers (avec piano ou orchestre), des chœurs sans paroles : La Forêt (1907), une Ballade pour piano et orchestre, Vingt Pièces enfantines pour piano seul, Vingt-quatre Esquisses, Douze Pastorales, Les Heures persanes (piano ou orchestre) d'après le récit de voyage Vers Ispahan de Pierre Loti, cinq Sonatines, douze Paysages et Marines.
Ses 226 numéros d'opus (soit environ 250 œuvres distinctes et plus de 1 000 titres) constituent une des œuvres les plus imposants de son époque. Parmi ses œuvres de musique de chambre, on peut citer quatre Quatuors à cordes, une Suite en quatuor, une Sonate pour deux flûtes, un Quintette pour piano et cordes, un Septuor pour instruments à vent, le quintette « Primavera » pour flûte, violon, alto, violoncelle et harpe, des sonates pour divers instruments et Les Chants de Nectaire (1944), trois suites de 32 pièces pour flûte seule.
Parmi les œuvres symphoniques : Vers la plage lointaine, Soleil et danses dans la forêt, Les Saisons (1912), une Symphonie d'hymnes (Au Soleil, Au Jour, À la Nuit, À la Jeunesse et À la Vie) qui obtient le prix Cressent en 1936, Cinq Chorals dans le style des modes du Moyen Âge (polyphonie modale) et une Première Symphonie (prix Halphen en 1937). Il écrit également une pastorale biblique en un acte, Jacob chez Laban montée au théâtre Beriza et un ballet, L'Âme heureuse, créé en 1908, au théâtre national de l'Opéra-Comique.
Il aborde aussi le poème symphonique avec Les Vendanges (1896-1906), La Nuit de Walpurgis classique (1901-1907), Chant funèbre à la mémoire des jeunes femmes défuntes (1902-1907), Le Livre de la jungle (1899-1940) d'après Rudyard Kipling, Vers la voûte étoilée (1923) à la mémoire de son ami l'astronome Camille Flammarion, et surtout Le Docteur Fabricius (1946), d'après la nouvelle de son oncle Charles Dollfus. Son admiration pour Jean-Sébastien Bach se reflète dans un grand nombre de Chorals et de Fugues, mais surtout dans l'imposante Offrande musicale sur le nom de Bach, op. 187 (1942), où il démontre sa maîtrise du contrepoint, sous toutes ses formes.
L'esprit ouvert, il se passionne pour le cinéma et compose une Seven Stars' Symphony (1933) dédiée à sept acteurs, dont Douglas Fairbanks, Greta Garbo, Marlene Dietrich et Charlie Chaplin pour le Final qui évoque « l'âme chimérique, la résignation et l'espoir » de l'artiste. En 1933, il compose L'Andalouse dans Barcelone (op. 134) en réponse à une commande pour le film Croisières avec l'Escadre, mais il découvre ensuite que son œuvre avait été remplacée par la musique d’un compositeur inconnu. Il compose aussi plusieurs musiques pour des films imaginaires comme Le Portrait de Daisy Hamilton (1934) hommage à l'actrice Lilian Harvey, ou Les Confidences d'un joueur de clarinette (1934) dont il écrit lui-même le scénario d'après le roman d'Erckmann-Chatrian.
Mais une seule de ses musiques de films accompagne effectivement un film, Victoire de la vie, réalisé par Henri Cartier-Bresson en 1937, pour soutenir la lutte des républicains espagnols. Pour les fêtes de l'Exposition universelle de 1937, il célèbre les Eaux vives.
En 1945, il termine Le Buisson ardent, tiré du roman Jean-Christophe de son ami Romain Rolland, dans lequel il utilise les ondes Martenot.

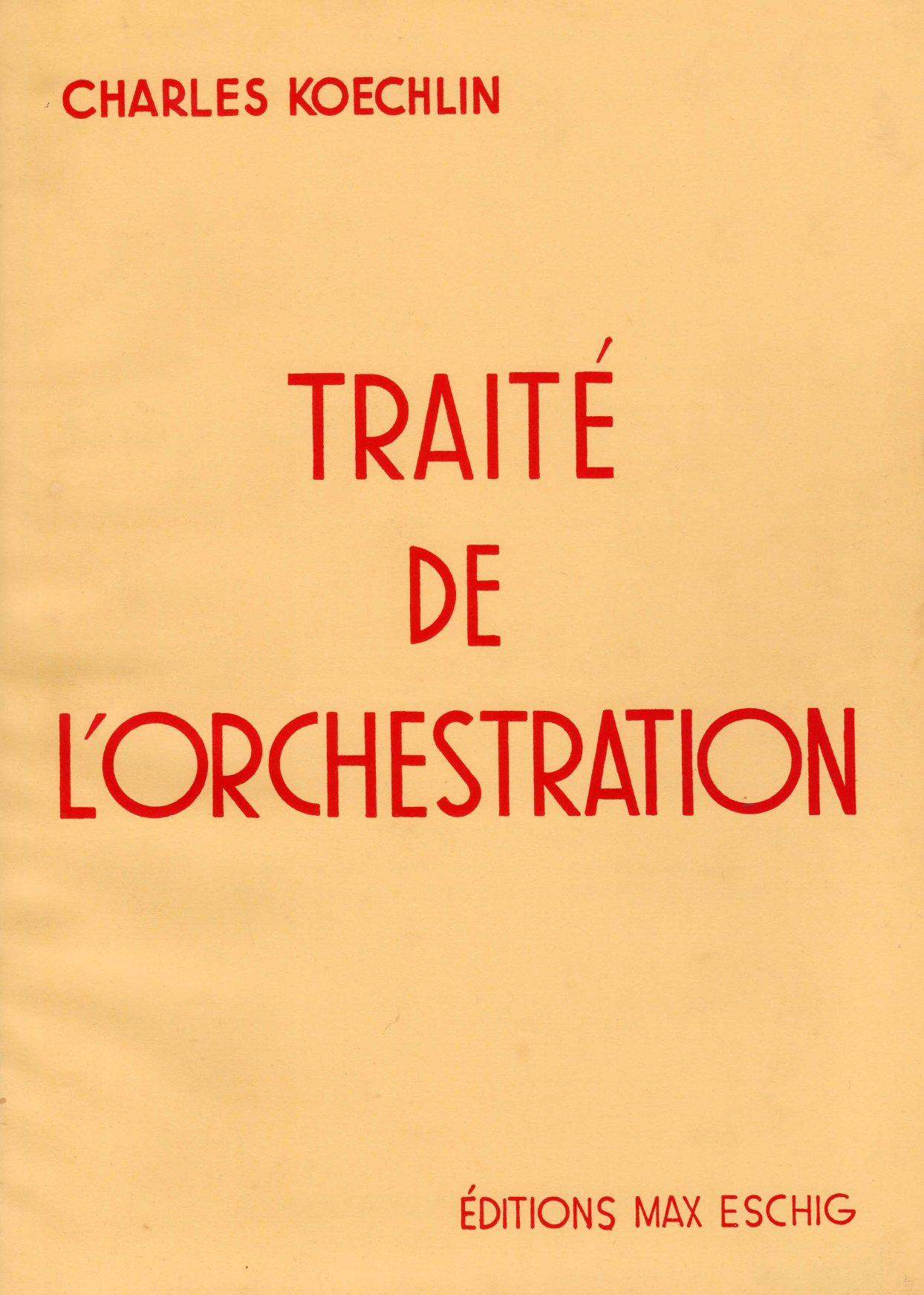

Passionné d'astronomie, il s'adonne aussi à l'art de la photographie (plus de 4 200 clichés stéréoscopiques en témoignent jusqu'à publier en 1933 un recueil de photographies intitulé Ports, en collaboration avec Jean de Morène et Daniel Biot.
L'influence de Koechlin s'est exercée non seulement par sa musique et ses ouvrages théoriques, mais aussi par ses nombreuses conférences, notamment aux États-Unis (dans différentes villes en 1918 puis à l'université de Berkeley en Californie en 1928). Sa curiosité, toujours en éveil, sa grande érudition et son empressement à défendre les jeunes générations de musiciens ont suscité de nombreuses vocations.
On compte ainsi parmi ses élèves ou ses disciples Francis Poulenc, Maxime Jacob, Roger Désormière, Germaine Tailleferre, Ferdinand Barlow, Henri Sauguet, Cole Porter et Francis Dhomont.
Farouchement indépendant, et revendiquant un esprit de liberté (ainsi que le rappelle l'épitaphe gravée sur sa stèle funéraire), il s'est néanmoins tenu à l'écart des cénacles artistiques, ce qui peut expliquer qu'il soit aujourd'hui un des compositeurs les moins connus (et les moins joués) de l'École française.
C'est sans regrets qu'il dit en 1947 : « … au soir de ma vie, je me rends compte que la réalisation de mes rêves d'artiste, pour incomplète qu'elle soit, m'a donné la satisfaction intime de n'avoir pas perdu mon temps sur la Terre. »

## Distinctions
- 1929 : Hollywood Bowl
- 1936 : Prix Cressent
- 1937 : Prix Halphen
- 1946 : Prix Chabrier
- 1949 : Grand Prix de la musique française de la SACEM

## Œuvres
L'article Liste des œuvres de Charles Koechlin détaille les œuvres (musicales et littéraires) de Charles Koechlin.

## Pour approfondir

#### Ouvrages généraux
- René Dumesnil, Histoire de la musique, tome IV, éd. Armand Collin, Paris, 1958
- Antoine Goléa, La musique, de la nuit des temps aux aurores nouvelles, Paris, Alphonse Leduc et Cie, 1977, 954 p. (ISBN 2-85689-001-6)
- Paul-Gilbert Langevin, « Musiciens de France : La génération des grands symphonistes » in La Revue musicale, éd. Richard-Masse, 1979
- Paul Pittion, La Musique et son histoire : tome II — de Beethoven à nos jours, Paris, Éditions Ouvrières, 1960
- Gustave Samazeuilh, Musiciens de mon temps : Chroniques et souvenirs, Paris, Éditions Marcel Daubin, 1947, 430 p.

#### Monographies
- Robert Orledge, Charles Koechlin (1867-1950): His Life and Works, harwood academic publishers, 1989, 457 p. (ISBN 3-7186-4898-9).
- Aude Caillet, Charles Koechlin : L'Art de la liberté, Anglet, Séguier, coll. « Carré Musique », 2001, 214 p. (ISBN 2-84049-255-5)
- Barbara Urner Johnson, Catherine Urner (1891-1942) and Charles Koechlin (1867-1950): A Musical Affaire, 236 pages, Ashgate, 2003.  (ISBN 978-0-7546-3331-0)
- Philippe Cathé, Sylvie Douche et Michel Duchesneau, Charles Koechlin, compositeur et humaniste, Vrin, Paris, 2010, 609 p.  (ISBN 978-2-7116-2316-7)
- Christopher Moore, « Charles Koechlin's America », Crosscurrents: American and European Music in Interaction, 1900-2000, Paul Sacher Foundation, Basel, 2014, p. 89–101  (ISBN 978-1-84383-900-2)
- Pascal Pistone, Le Traité de l'orchestration de Charles Koechlin, étude historique et technique, suivie d'un index commenté des exemples et des matières, Paris, Observatoire musical français, Sorbonne, 2004.
- Pascal Pistone, Charles Koechlin: aspects de l'écriture orchestrale, Le Buisson ardent (1938-1945), une œuvre-testament, thèse de doctorat, sous la direction de Jean-Yves Bosseur, Sorbonne, 2002.

#### Catalogues et articles
- Madeleine Li-Koechlin, L'Œuvre de Charles Koechlin (catalogue), Eschig, 1975
- Madeleine Li-Koechlin, « Charles Koechlin (1867-1950) : Correspondance » in La Revue musicale nos 348-350, éd. Richard-Masse, 1982, 164 p..
- Nicolas Stoskopf, « Koechlin, Charles », dans Patrick Cabanel et André Encrevé, Dictionnaire biographique des protestants français de 1787 à nos jours, t. 3 H-L, Paris, Les Éditions de Paris / Max Chaleil, 2022 (ISBN 9782846213332), p. 471-473